# Df-Klimate

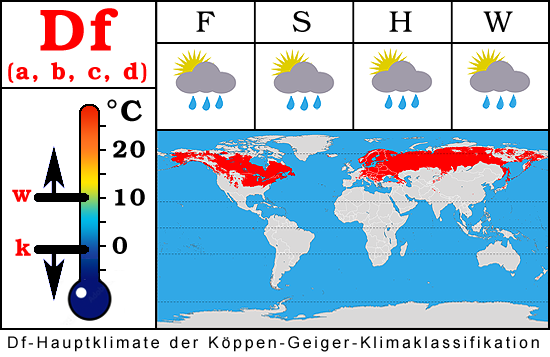
Wärmster Monat w > 10 °C
kältester Monat k unter 0 bzw. −3 °C
ganzjährig feucht
Untertypen a, b, c, d

Die Df-Klimate – meist Winterfeuchtkalte Klimate, von Köppen auch „Fichtenklimate“ oder „Ozeanisch-boreale Klimate“ genannt, in englischsprachigen Veröffentlichungen heute vorwiegend als Humid continental climates („Feuchte Kontinentalklimate“) bezeichnet – sind eines der elf Hauptklimate der effektiven Klimaklassifikation nach Köppen & Geiger (1918 bis 1961). Sie grenzen die vier zugehörigen Klimate Dfa, Dfb, Dfc und Dfd nach festgelegten hygrischen und thermischen Grenzwerten ein und untergliedern – nach Köppens Vorgabe – die Klimaklasse D zusammen mit den Ds- und Dw-Klimaten. Moderne Umsetzungen der Köppen-Klassifikation stellen die Df-Klimate auch in alternative Hauptgruppen.
Df-Klimate umfassen den größten Teil der gemäßigten Zone der Nordhalbkugel und sind damit der größte Klimatyp überhaupt; Dfb wird hier in einem extrem kleinen Gebiet in Australien und Dfc in mehreren sehr kleinen Gebieten auf der Südhalbkugel ausgewiesen.
Köppens Grenzwerte sind (trotz oder wegen der erheblichen Vereinfachungen im Vergleich mit anderen Systemen) bis heute weltweit die am häufigsten verwendeten Klimaschlüssel in klimageographischen Zusammenhängen.

## Bezeichnung und Klassifikation
Um Verwechslungen mit den Klimaten anderer Systeme oder den „klassischen“ Klimazonen zu vermeiden, empfahl bereits Köppen, vorrangig die kryptischen Bezeichnungen zu verwenden.
Die insgesamt 30 Klima-Untertypen dieses Systems sind durch jeweils zwei oder drei Buchstaben gekennzeichnet, die für bestimmte Wärme- und Wassermangelgrenzen für den Pflanzenwuchs stehen (Schwellenwerte und Andauerzeiten der Temperaturen und Niederschläge). Sie bilden die wesentlichsten klimatischen Ansprüche der großen Pflanzenformationen der Erde ab. Trotz einiger fachlicher Unzulänglichkeiten und etlicher „technischer“ Klimate, die keinen Bezug zu einer hauptsächlichen Vegetation haben (hier insbesondere Dfa; Dfb und Dfd bedingt), hat sich die Klimakarte von Köppen & Geiger in der Klimageographie weltweit in etlichen (etwa digitalen) Überarbeitungen und Ableitungen etabliert.

### Alternative
Moderne Umsetzungen (vor allem in englischsprachigen Veröffentlichungen) orientieren sich zuweilen bei den Klimaklassen C und D mehr an den klassischen Klimazonen, sodass andere Kombinationen gruppiert werden. So werden etwa Dfa/Dfb, Dwa/Dwb und Dsa/Dsb als Feuchte Kontinentalklimate sowie Dfc/Dfd, Dwc/Dwd und Dsc/Dsd als Subarktische Klimate zusammengefasst. Insbesondere die letztgenannte Klimagruppe erscheint auch für allgemeine Beschreibungen sinnvoll, da sie zusammen weitgehend identisch mit der Zone der borealen Nadelwälder sind, während sich die rein „technische“ Einteilung Köppens in Df-, Dw- und Ds-Klimate kaum in den natürlichen Klima- oder Vegetationszonen widerspiegelt (siehe auch Vergleiche Dfa und Vergleiche Dfb).

## Grenzwerte
D = Der kälteste Monat hat eine Temperatur von weniger als 0 °C bzw. −3 °C (abhängig davon, welche Isotherme benutzt wird), der wärmste Monat liegt über 10 °C.
f = Fehlende Trockenzeit, alle Monate haben ausreichende Niederschlagsmengen; der trockenste Monat hat mindestens 30 mm Niederschlag.

, Datengrundlage: 1980–2016

## Dfa-Klima
Das Dfa-Klima – Sommerheißes feuchtes Kontinentalklima, nach Übersetzung der englischen Bezeichnung Hot-summer humid continental climate, von Köppen auch „Sioux-Klima“ genannt, – grenzt verschiedene kontinentale Klimaregionen mit Wäldern oder Grassteppen im Übergangsbereich zwischen kühlgemäßigter und subtropischer Klimazone ein.
a = Die Sommer sind heiß und schwül, der wärmste Monat liegt im Mittel über 22 °C.

### Ausprägung und Verbreitung
Die vorherrschenden Vegetationstypen sind feuchter, schneereicher sommergrüner Laubwald (etwa im nordöstlichen Waldland Nordamerikas und auf dem Balkan), jedoch ebenso Waldsteppen bis hin zu feuchten Hochgrassteppen (östliche Prärien und Westrand der eurasischen Steppenregion): Die von Köppen gewählten Parameter sind nicht ausreichend, um das Dfa-Klima einer bestimmten Vegetationsform zuordnen zu können (siehe auch Vor- und Nachteile der Köppen-Klassifikation).
Dieses Klima kommt ausschließlich auf der Nordhalbkugel vor. Seine größte Verbreitung hat es in Nordamerika, wo es sich etwa von Kansas in gerader Linie ostwärts durch die USA bis New Jersey sowie nordwärts von Kansas bis zur Südgrenze North Dakotas und von dort ostwärts in einer Linie über den Südteil des Michigan- und Eriesees mit einer Unterbrechung in den Appalachen bis Massachusetts erstreckt: Der größte Teil davon liegt somit im Mittleren Westen der USA. In Europa beginnt der Klimatyp in den niedrigsten Teilen der Pannonischen (Ungarn, Serbien) und Walachischen (Rumänien) bzw. Donautiefebene (Bulgarien). Weiter ostwärts wird das Klima vor allem durch die feuchteren Bereiche der eurasischen Steppe bis südlich des Urals repräsentiert: Es nimmt den Südosten des Ukrainischen Schildes und den äußersten Osten der Ukraine ein, um sich dann in Russland von der westlichen Manytschniederung nach Südosten und Nordosten in zwei schmale Bänder zu verengen. Im Südosten läuft es im nördlichen Kaukasusvorland aus und im Nordosten an der innereurasischen „Grenze“. Weitere bedeutende Flächen des Dfa-Klimas befinden sich vor allem in der Nordhälfte Japans (hier sind es keine Tiefebenen, sondern Gebirgsklimate mittlerer Höhen) sowie in Meeresnähe im Osten und Westen Süd-Koreas.

### Beispiele
- Sioux City, Iowa, USA[11]
- Scranton (Pennsylvania), USA[12]
- Zrenjanin, Serbien ∗[13]
- Orenburg, Wolga, Russland[14]
- Almaty, Gebirgsvorland Tian Shan, Kasachstan[15]
- Yamagata (Yamagata), Nordost-Honshū, Japan ∗[16]

### Vergleiche
In anderen effektiven Klimaklassifikationen (etwa Trewartha oder Troll & Paffen) gibt es keinen vergleichbaren Klimatyp. Die beiden genannten Modelle bilden eher die natürlichen Klima- und Vegetationszonen, statt rein „technische“ Kombinationen verschiedener Klimaparameter ab.

## Dfb-Klima
Das Dfb-Klima – Sommerwarmes feuchtes Kontinentalklima, nach Übersetzung der englischen Bezeichnung Warm-summer humid continental climate, von Köppen auch „Eichenklima“, allgemein auch Gemäßigtes Kontinentalklima genannt – vermittelt zwischen den Klimaten der borealen Nadelwälder und der kontinental-gemäßigten Laub- und Mischwälder.
b = Die vier wärmsten Monate liegen über dem 10 °C-Mittel, der wärmste Monat bleibt hingegen unter der 22 °C-Marke. Der kälteste Monat liegt im Mittel über dem Gefrierpunkt.

### Ausprägung und Verbreitung
Die vorherrschenden Vegetationstypen sind vor allem Laub- und Nadelmischwälder am Südrand der borealen Zone sowie kontinentale Typen sommergrüner Laub- und nemoraler Nadelwälder. Im Gegensatz zum Dfa-Klima ist hier trotz der wenigen Klimaparameter eine relativ klare Zuordnung zur Vegetation möglich (wenngleich geobotanisch unüblich) (siehe auch Vor- und Nachteile der Köppen-Klassifikation).
Auch dieses Klima kommt (mit einer sehr kleinen Ausnahme laut der hier gezeigten Kartenumsetzung im südlichen Kosciuszko-Nationalpark in New South Wales, Australien) ausschließlich auf der Nordhalbkugel vor. Die größte Ausdehnung liegt in Eurasien, wo es sich von seinen westlichen Ausläufern im Küstenbereich Süd-Norwegens, Ost-Jütlands, Mecklenburg-Vorpommerns, der deutschen Mittelgebirge und der Ränder und Täler der Alpen sowie etlicher kleinerer Flächen in den Mittelgebirgen und Vorgebirgen Südeuropas (etwa von Pyrenäen und Apennin) in einem langgezogenen „Keil“ ostwärts bis zum Rand des russischen Altaigebirges erstreckt. Die Nordgrenze beginnt im Süden des schwedischen Värmlands, quert im Norden Upplands die Ostsee und zieht sich dann von der Südküste Finnlands in einer geraden Linie, die nur am Ural nach Süden unterbrochen ist, quer durch Russland etwa ostsüdostwärts oberhalb der kasachischen Grenze entlang. Die Südgrenze verläuft vom Altai westwärts durch den äußersten Norden Kasachstans, beschreibt dann einen leichten Bogen nach Südwesten oberhalb des Schwarzen Meeres entlang bis auf die Balkanhalbinsel, wo es nördlich von Griechenland nur noch vorwiegend mittelhohe Hochlage einnimmt, während es zwischen den Hauptkämmen von Ostalpen und Karpaten nordwärts bis zum Baltikum alle Länder weitestgehend prägt. Der zweite Schwerpunkt des Dfb-Klimas liegt in Nordamerika: Dort beginnt es – ausgesprochen „zerrissen“ – in den begünstigten Tallagen der Coast Mountains und des Interior Plateaus sowie an den Ausläufern der Rocky Mountains. Wesentlich klarer ist das breite Dfb-Klimaband, dass sich vom Norden der Great Plains in Kanada ostwärts über den Winnipegsee und entlang der US-Grenze über die großen Seen (mit Ausnahme der südlichsten Bereiche) durch Ost-Ontario, Neuengland und Nova Scotia bis in die Mitte der Insel Neufundland zieht. In den Hochlagen der Appalachen reicht es südwärts bis Tennessee. Ein dritter – jedoch wesentlich kleinerer – Schwerpunkt liegt an den Küsten Ostasiens, wo es um den Tatarensund in der Region Chabarowsk und auf Sachalin, auf fast ganz Hokkaido und in den Bergen Nord-Honshūs zu finden ist.

### Beispiele
- Juneau, Alaska, USA[18]
- Ottawa, Ontario, Kanada[19]
- Vilnius, Litauen[20]
- Novosibirsk, Westsibirien, Russland[21]
- Kalam, Swat-Tal, Pakistan[22]
- Asahikawa, Hokkaido, Japan[23]

Auch die Zuordnung zu Dfb ist von der verwendeten Isotherme abhängig. Wird hier nicht die 0°-Isotherme verwendet wie beim Online-Dienst mapresso.com, sind etwa viele Städte im östlichen Mitteleuropa Cfb statt Dfb.

### Vergleiche
Trewarthas Modell weist mit dem „Gemäßigten Kontinentalklima“ Dc einen Klimatyp aus, der in West-Eurasien Köppens Dfb entspricht, jedoch in Nordamerika nur zusammen mit Dfa und in Ostasien mit Dwa. Bei Troll & Paffen sind die drei Typen „Ozeanische“, „Subozeanische“ und „Subkontinentale Waldklimate“ III.3, 4 und 5 zu einem großen Teil deckungsgleich mit Dfb. 

## Dfc- und Dfd-Klima
Das dauernd ausreichend feuchte Dfc-Klima – von Köppen auch „Birkenklima“ genannt, nach der Übersetzung der englischen Bezeichnung Subarctic climate auch als („eigentliches“) Subarktisches Klima bezeichnet – grenzt den Großteil der ozeanisch bis kontinentalen Klimate der borealen Nadelwälder ein.
c = Ein bis drei Monate liegen über 10 °C. Winterkalt und kontinental: Der kälteste Monat liegt zwischen 0 und −38 °C.
Das Dfd-Klima – von Köppen nicht anders genannt, Extrem kaltes subarktisches Klima, nach Übersetzung der englischen Bezeichnung Extremly cold subarctic climate, ist die extrem winterkalte Form der Df-Klimate.
d = Ein bis drei Monate liegen über 10 °C. Extrem winterkalt und extrem kontinental: Der kälteste Monat liegt unter −38 °C.
Diese beiden Klimate werden ausführlich als Untergruppen der alternativen Hauptgruppe Subarktische Klimate behandelt.